# L'Île maudite
L’Île maudite est le troisième album de la série de bande dessinée Alix, écrite et dessinée par Jacques Martin. Il a été publié en 1957 aux Éditions du Lombard.

## Synopsis
Alix est envoyé à Carthage pour enquêter sur des évènements mystérieux ayant mené au massacre de plusieurs Carthaginois ; il va devoir lutter contre Galo, un notable puissant et contre son homme de main Ségabal. Ce dernier révèle que sur une île à l'ouest des colonnes d'Hercule, se trouve Sardon, à la tête d'une puissance maritime et terrestre voulant dominer le monde.
Arbacès rejoint cette île peu avant Alix et devient le conseiller principal de Sardon. Heureusement pour Alix et ses amis, le volcan de l'île entre en éruption et les sauve de la mort.

## Déroulement
Carthage, détruite après les guerres puniques, est dirigée désormais par Flavius, un gouverneur romain, et est redevenue une cité florissante. Elle est cependant agitée par des troubles qui inquiètent les habitants et Rome a décidé de leur envoyer un émissaire, qui n'est autre qu'Alix, pour enquêter : un vieux mage carthaginois, Lydas, respecté par les habitants, s'est fait enlever en pleine rue de la cité. Bien que poursuivis par la population, les agresseurs parvinrent à atteindre le port et embarquer avec leur otage sur un bateau. Alors que la foule menaçante se massait sur le quai, celle-ci fut brûlée vive par une éclatante lueur provenant du vaisseau. Deux navires carthaginois l'ayant pris en chasse subirent le même sort quelques minutes plus tard, traumatisant ainsi toute la ville. Alix décide de surveiller la maison de Lydas et tombe nez à nez avec Ségabal, un notable carthaginois, venu détruire des documents. Une lutte s'engage mais Ségabal parvient à s'en emparer et réussit à s'enfuir à travers la ville. Avec l'aide d'un acteur rencontré au théâtre pendant sa fuite, il se réfugie dans une riche villa en bordure de cité. Le lendemain, Alix retrouve Enak à Carthage, qui, après la mort de son père adoptif, demanda à rejoindre son ami lors de sa mission. Ayant suivi Ségabal, il sait que ce dernier se cache dans la demeure de Galo, et avec l'aide de Flavius et ses hommes, il donne l'assaut à la villa, mais les habitants s'enfuient in extremis par un passage souterrain avec l'aide de l'infâme Arbacès. Acculés jusqu'en bord de mer par les soldats, les malfaiteurs prennent le large sur une barque, et bien qu'Alix parvienne à capturer Ségabal tandis qu'il les rattrapait, ils purent tout de même atteindre le vaisseau de leurs complices. Pris en otage, Ségabal informe Alix et Flavius que Lydas détenait des connaissances extraordinaires et qu'Arbacès voulait le transférer sur son île où il pourrait les exploiter avec l'aide de plusieurs autres mages déjà sur place. Apprenant cela, ils le contraignent d'embarquer et de les mener jusqu'à cette île mais celui-ci trouve la mort pendant l'expédition alors qu'il tentait de s'échapper. Puis, pris dans une tempête, le vaisseau s'échoue sur une île sauvage semblant inhabitée. Partant en reconnaissance à travers la forêt, Enak et Alix sont faits prisonniers par un indigène et conduits à une grotte habitée par des égyptiens ayant gardé toutes les coutumes de leurs ancêtres et vivant dissimulés sur cette île dominée par des phéniciens. Ceux-ci se terrent en effet dans des grottes de peur de se faire exterminer par leurs ennemis. Alix et Enak, aidés de Vitella, décident de se rendre sur l'île principale voisine, remplie de phéniciens. D'un côté Vitella débarque officiellement sur le grand port en se faisant passer pour un grand dignitaire, il est alors mené vers le grand palais où il est reçu par Arbacès et Sardon, surnommé « l'homme noir », qui le mettent au fait des inventions et fabrications mises au point en ce lieu, tandis qu'Alix et Enak accostent discrètement dans une crique et s'infiltrent dans la cité avec l'aide de phéniciens rebelles dont ils ont fait la connaissance. Au cours de leur reconnaissance ils pénètrent dans l'arsenal et s'en retirent après avoir lâché une torche pour mettre le feu. Mais pris en chasse, Enak ne parvient pas à ressortir de la cité avec Alix.

## Personnages
- Alix, jeune Gaulois, et son compagnon Enak
- Sardon et Arbacés, chefs de l'Ile maudite,
- Gallo, romain,
- Milio et Ephraus, Phéniciens.

Jacques Martin a dû introduire en cours d'histoire le personnage d'Enak et faire de lui le compagnon d'Alix, les lecteurs le réclamant.
À noter la vraisemblable collaboration au dessin de Bob de Moor pour les personnages secondaires (personnage d'Apollon page 40). Le dessin de Jacques Martin va véritablement s'affirmer dans l'épisode suivant, La Tiare d'Oribal.

## Éditions
- Éditions du Lombard, 1957
- Casterman, 1969